# City Slang
City Slang ist ein internationales Label mit Sitz in Berlin, Paris, London und New York. Es wurde 1990 von Christof Ellinghaus gegründet.

## Geschichte
Ellinghaus ist gebürtig aus dem ostwestfälischen Städtchen Beverungen. Dort gründete er mit Freunden das Musikfanzine Glitterhouse, aus dem später ein gleichnamiges Label entstand. In den 1980er Jahren zog er zum Studium nach Berlin, wo er kleine Bands auf Tour betreute und die Agentur „Sweatshop“ gründete. Eine seiner ersten Aufgaben war die Betreuung einer Tour der US-amerikanischen Band Nirvana. Weitere US-Bands, die er in Deutschland und Europa auf Tour schickte, waren Mudhoney, Soundgarden, Eleventh Dream Day, Thin White Rope, Urge Overkill und die Flaming Lips.
Die Flaming Lips wandten sich an ihn und äußerten den Wunsch nach einem Label in Europa. Daraufhin gründete er „City Slang“ als Sublabel des Berliner Labels Vielklang, das er seit 1992 als eigenständiges Label führt. In den 90er Jahren bot das Label einer Reihe einflussreicher Indie-Bands von jenseits des Atlantiks eine europäische Heimat. Zu den Veröffentlichungen gehörten Yo La Tengo, Sebadoh, Tortoise, The Flaming Lips und Hole, um nur einige zu nennen.
City Slang ist inzwischen ein weltweit agierendes Unternehmen mit Büros in Berlin, Paris, London und New York, das ein vielfältiges Spektrum an Künstlern aus aller Welt repräsentiert. Zu den bekanntesten aktuellen Künstlern gehören José González, Caribou, Calexico, Noga Erez und Boy Harsher.
Die Firma feierte im Juni 2023 ihr 33-jähriges Bestehen.
City Slang ist Mitglied des Kooperationsnetzwerkes der Berliner Musikwirtschaft Berlin Music Commission.

## Künstler (Auswahl)
A
- Au Suisse

B
- Bayonne
- Boy Harsher
- Broken Social Scene

C
- Calexico
- Caribou
- Ian Chang
- Casper Clausen
- CocoRosie
- COMA

D
- Dear Reader
- McKinley Dixon

E
- Efterklang
- EMA

F
- Fazer

G
- Laura Gibson
- Gold Panda
- José González
- Grandbrothers

H
- Hauschka
- Health
- HeCTA

I
- Imarhan

J
- Jakuzi
- Junior Boys
- Junip

K
- KAINA
- Sophia Kennedy
- King Hannah

L
- Lambchop
- Liima
- Los Bitchos

M
- Dan Mangan
- Sen Morimoto
- Augustus Muller

N
- Nada Surf
- Noga Erez
- The Notwist

P
- Pom Pom Squad
- Jessica Pratt

R
- Roosevelt

S
- Anna B Savage
- Selling
- Sinkane
- sir Was
- Softee
- Son Lux
- Sprints
- Stuart A. Staples

T
- Timber Timbre
- Tindersticks

V
- Vera Sola
- Anna Von Hausswolff

W
- Waleed
- White Denim
- WIVES
- Wye Oak

Z
- Zouj